# Bisdom Colima
Het bisdom Colima (Latijn: Dioecesis Colimensis) is een rooms-katholiek bisdom met als zetel Colima, in Mexico. Het bisdom is suffragaan aan het aartsbisdom Guadalajara. 

## Geschiedenis
Het bisdom werd opgericht op 11 december 1881, uit delen van het aartsbisdom Guadalajara.

## Parochies
Het bisdom had in 2021 een oppervlakte van 11.391 km2 en telde 725.325 inwoners waarvan 90,6% rooms-katholiek was.

## Bisschoppen
- Francisco Melitón Vargas y Gutiérrez (15 maart 1883 - 1 juni 1888)
- Francisco de Paula Díaz y Montes (27 mei 1889 - 14 april 1891)
- Atenógenes Silva y Álvarez Tostado (11 juli 1892 - 31 augustus 1900)
- José Amador Velasco y Peña (30 juli 1903 - 30 juni 1949)
- Ignacio de Alba y Hernández (30 juni 1949 - 25 juli 1967; coadjutor sinds 29 april 1939)
- Leonardo Viera Contreras (25 juli 1967 - 25 maart 1972)
- Rogelio Sánchez González (23 juli 1972 - 8 februari 1980)
- José Fernández Arteaga (8 februari 1980 - 20 december 1988)
- Gilberto Valbuena Sánchez (8 juli 1989 - 9 juni 2005)
- José Luis Amezcua Melgoza (9 juni 2005 - 11 november 2013)
- Marcelino Hernández Rodríguez (11 november 2013 - 23 december 2021)
  - José Francisco Robles Ortega (apostolisch administrator: 23 december 2021 - 13 juli 2023)
- Gerardo Díaz Vázquez (13 mei 2023 - heden)

Guadalajara (aartsbisdom) · Aguascalientes · Autlán · Ciudad Guzmán · Colima · Jesús María (territoriale prelatuur) · San Juan de los Lagos · Tepic